# Roger Planchon

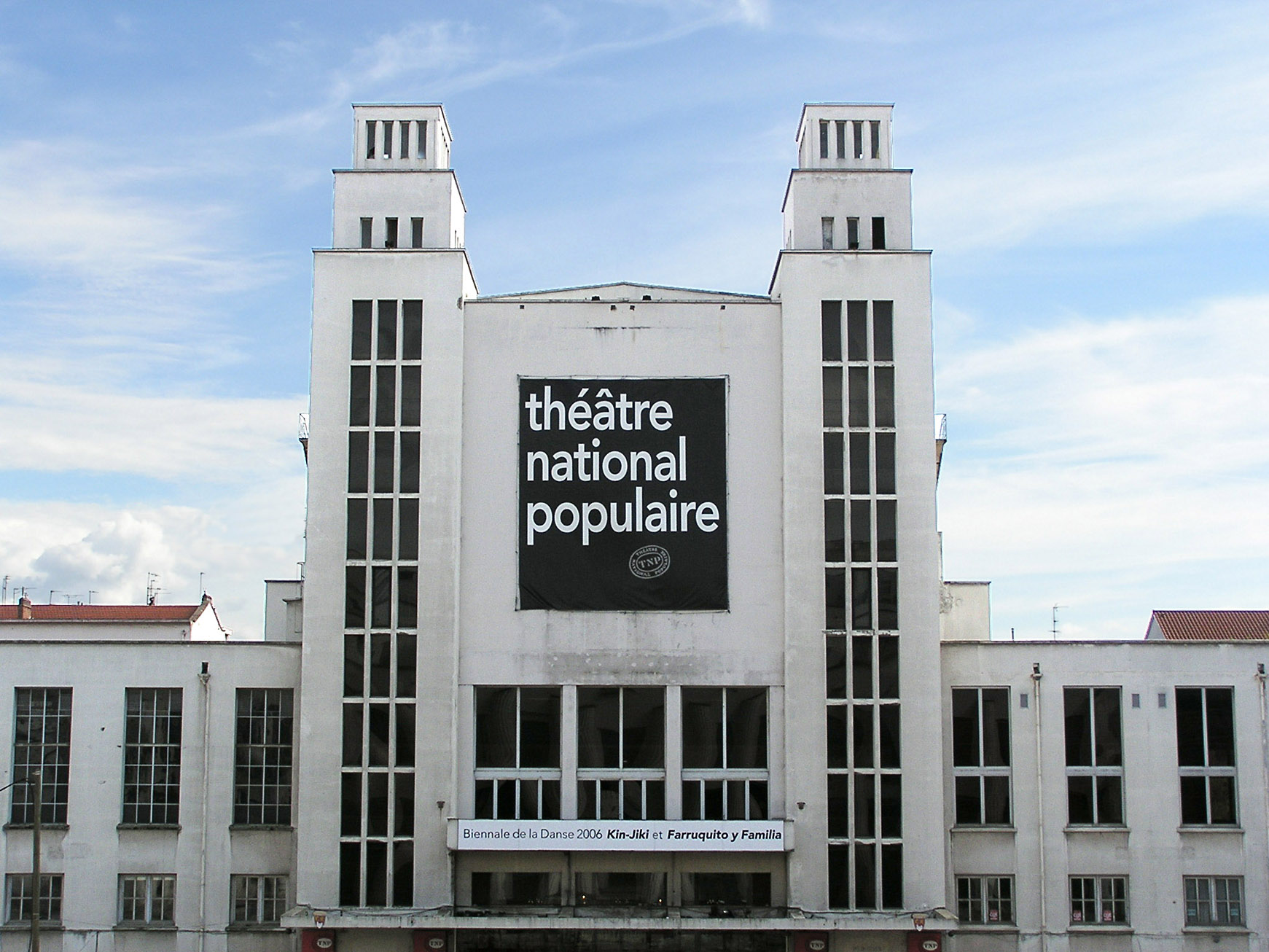
Théâtre National Populaire i Villeurbanne

Roger Planchon, född 12 september 1931 i Saint-Chamond, Frankrike, död 12 maj 2009 i Paris, var en fransk dramatiker, regissör och filmskapare.

## Biografi
Planchon tillbringade sin barndom i Ardèche och särskilt i Dornas. Han fann sin inspiration från sitt landsbygdsursprung och detta var ett återkommande tema i hans skrifter. Efter skolan rådde hans far honom att bli kock, men hans öde var redan bestämt: banktjänsteman på dagen och på natten källarklubbar i efterkrigstidens Lyon där man lyssnade på jazz och poesi.
Han började på scenen 1949 efter att ha vunnit en amatörteatertävling. År 1952 grundade han Théâtre de la Comédie, som ligger i rue des Marronniers, i Lyon. Han blev 1957 chef för Théâtre de la Cité i Villeurbanne, som 1972 blev Théâtre National Populaire. Han spelade här en viktig roll för teaterns decentralisering.
Planchon satte upp många verk av Brecht, Molière, Shakespeare, och många verk av samtida författare, såsom Arthur Adamov och Michel Vinaver, men öppnade också Théâtre National Populaire för Patrice Chéreau och Georges Lavaudant.
Hans teater var kritisk och populär. Han ledde i alla sina verk en viktig diskussion om historien. Det utvecklade kritiskt tänkande kring verken, som öppnade en debatt om den roll som teaterpjäser enligt honom måste spela i samhället, liksom kopplingen mellan individuella och kollektiva öden. Han vände sig till en folklig teater, som för honom var det bästa sättet att uppnå populära åtgärder för att allmänheten skulle upptäcka klassikerna.
Som filmare regisserade han George Dandin ou le Mari confondu av Molière, Louis, enfant roi (1993), som visades i Cannes, och en annan var Lautrec.
Planchon dog den 12 maj 2009 efter en hjärtattack.